# El Mercurio de Valparaíso
El Mercurio de Valparaíso – najstarsza chilijska gazeta, wydawana w języku hiszpańskim. Ukazuje się od 1827 roku.